# LNFA 2021
La LNFA 2021 fue la vigesimoséptima temporada de la Liga Nacional de Fútbol Americano, la competición de fútbol americano más importante de España.
Su máxima categoría, la Serie A, tuvo ocho equipos que en la fase regular se dividieron en dos conferencias.
La liga regular constó de ocho jornadas, con dos jornadas intergrupos, y arrancó el fin de semana del 12 y 13 de diciembre de 2020. Esta primera fase se cerró el 18 de abril de 2021 y los dos mejores de cada grupo se clasificaron para las semifinales, que se jugaron el fin de semana del 1 y 2 de mayo de 2021. La gran final, la XXVII Spanish Bowl, tuvo lugar el 15 de mayo en el campo municipal de Badalona Sud.

## Serie A

### Conferencia Oeste
| Club                   | Localidad           | Estadio                           | Aforo  |
| ---------------------- | ------------------- | --------------------------------- | ------ |
| Las Rozas Black Demons | Las Rozas de Madrid | Campo de Rugby El Cantizal        | 700    |
| Rivas Osos             | Rivas-Vaciamadrid   | Polideportivo Cerro del Telégrafo | 4.000  |
| Gijón Mariners         | Gijón               | Complejo Deportivo Las Mestas     | 10.000 |
| Fuengirola Potros      | Fuengirola          | Campo Elola                       |        |

#### Clasificación
| 1                                                       | LG OLED Black Demons | 7 | 1 | 269 | 114 |
| 2                                                       | Rivas Osos           | 6 | 2 | 354 | 182 |
| 3                                                       | Fuengirola Potros    | 2 | 6 | 119 | 277 |
| 4                                                       | Gijón Mariners       | 0 | 8 | 67  | 230 |
| Fuente: LNFA Serie A: Clasificación - Conferencia Oeste |                      |   |   |     |     |

### Conferencia Este
| Club                | Localidad         | Estadio                             | Aforo |
| ------------------- | ----------------- | ----------------------------------- | ----- |
| Badalona Dracs      | Badalona          | Badalona Sud                        | 6.500 |
| Murcia Cobras       | Murcia            | Estadio José Bernés                 | 2.000 |
| Mallorca Voltors    | Palma de Mallorca | Polideportivo Municipal de Son Moix | 3.800 |
| Zaragoza Hurricanes | Zaragoza          | CDM Mudéjar                         |       |

#### Clasificación
| 1                                                      | Badalona Dracs      | 7 | 1 | 254 | 100 |
| 2                                                      | Mallorca Voltors    | 5 | 3 | 222 | 176 |
| 3                                                      | Zaragoza Hurricanes | 4 | 4 | 156 | 208 |
| 4                                                      | Murcia Cobras       | 1 | 7 | 125 | 279 |
| Fuente: LNFA Serie A: Clasificación - Conferencia este |                     |   |   |     |     |

##### Playoffs
|  | Semifinales            | Semifinales    |                        |    | LNFA Bowl | LNFA Bowl |
|  |                        |                |                        |    |           |           |
|  |                        |                |                        |    |           |           |
|  |                        |                |                        |    |           |           |
|  | Badalona Dracs         | 21             |                        |    |           |           |
|  | Badalona Dracs         | 21             |                        |    |           |           |
|  | Rivas Osos             | 0              |                        |    |           |           |
|  | Rivas Osos             | 0              | Las Rozas Black Demons | 21 |           |           |
|  |                        |                | Las Rozas Black Demons | 21 |           |           |
|  |                        | Badalona Dracs | 31                     |    |           |           |
|  | Las Rozas Black Demons | Badalona Dracs | 31                     | 49 |           |           |
|  | Las Rozas Black Demons |                |                        | 49 |           |           |
|  | Mallorca Voltors       | 14             |                        |    |           |           |
|  | Mallorca Voltors       | 14             |                        |    |           |           |

## Serie B

### Conferencia Este
| 1                    | L'Hospitalet Pioners | 6 | 0 |
| 2                    | Barberá Rookies      | 4 | 2 |
| 3                    | Valencia Firebats    | 2 | 4 |
| 4                    | Valencia Giants      | 2 | 4 |
| 5                    | Alicante Sharks      | 1 | 5 |
| Fuente: LNFA Serie B |                      |   |   |

### Conferencia Centro/Sur
| 1                    | Alcobenda Cavaliers | 6 | 0 |
| 2                    | Granada Lions       | 4 | 2 |
| 3                    | Málaga Corsairs     | 3 | 2 |
| 4                    | Mairena Blue Devils | 2 | 4 |
| 5                    | Almería Barbarians  | 1 | 4 |
| 6                    | Sevilla Linces      | 1 | 5 |
| Fuente: LNFA Serie B |                     |   |   |

#### Playoffs
|  | Semifinales          | Semifinales     |                      |    | Final | Final |
|  |                      |                 |                      |    |       |       |
|  |                      |                 |                      |    |       |       |
|  |                      |                 |                      |    |       |       |
|  | L'Hospitalet Pioners | 28              |                      |    |       |       |
|  | L'Hospitalet Pioners | 28              |                      |    |       |       |
|  | Granada Lions        | 0               |                      |    |       |       |
|  | Granada Lions        | 0               | L'Hospitalet Pioners | 24 |       |       |
|  |                      |                 | L'Hospitalet Pioners | 24 |       |       |
|  |                      | Barberá Rookies | 21                   |    |       |       |
|  | Alcobendas Cavaliers | Barberá Rookies | 21                   | 21 |       |       |
|  | Alcobendas Cavaliers |                 |                      | 21 |       |       |
|  | Barberá Rookies      | 28              |                      |    |       |       |
|  | Barberá Rookies      | 28              |                      |    |       |       |

## Serie C

### Conferencia FEFA
| 1                    | Guadalajara Stings     | 6 | 0 |
| 2                    | Villamayor Mercenarios | 3 | 2 |
| 3                    | Torrelavega Berserkers | 1 | 4 |
| 4                    | Tenerife Helldogs      | 1 | 5 |
| Fuente: LNFA Serie C |                        |   |   |

### ConferenciaLiga Catalana de Fútbol Americano
| 1                    | Barcelona Uroloki         | 6 | 1 |   |
| 2                    | Terrassa Reds             | 5 | 2 |   |
| 3                    | Barcelona Pagesos         | 4 | 1 | 2 |
| 4                    | Argentona Bocs            | 4 | 2 | 1 |
| 5                    | Castell-Platja d’Aro Ducs | 4 | 3 |   |
| 6                    | Riudoms Rebels            | 2 | 5 |   |
| 7                    | Barcelona Búfals          | 1 | 5 | 1 |
| 8                    | Reus Imperials            | 0 | 7 |   |
| Fuente: LNFA Serie C |                           |   |   |   |

#### Playoffs
|  | Final              |    |
|  |                    |    |
|  |                    |    |
|  |                    |    |
|  | Guadalajara Stings | 14 |
|  | Guadalajara Stings | 14 |
|  | Barcelona Uroloki  | 39 |
|  | Barcelona Uroloki  | 39 |